# Pavilhão Desportivo Municipal da Póvoa de Varzim
O Pavilhão Desportivo Municipal da Póvoa de Varzim, encurtado como  Pavilhão da Póvoa de Varzim é uma arena para desportos de interior, localizada na Rua D. Maria I na Póvoa de Varzim em Portugal.
O Pavilhão Municipal é dividido em várias áreas: Campo de Jogos, Sala de Cycling, Sala de Musculação, Sala de Aeróbica, Escola de Ballet e Jacuzzi-Banho Turco. Com a sala para cursos, sala de imprensa, cabines de imprensa, gabinete médico e bares como áreas secundárias. É um pavilhão de fácil acesso vário, ligado às auto-estradas A28 e A7, com parques de estacionamento e hotéis próximos.
O campo de jogos, a arena, possui uma área de 1600 m2 com capacidade para 2500 lugares sentados. Servindo para desportos de interior nas práticas de Andebol, Basquetebol, Voleibol e Danças de Salão. Sendo também o local onde o Póvoa Futsal Club tem os seus jogos em casas. Classificado pela Federação Portuguesa de Voleibol (FPV) como um dos melhores do país, o Pavilhão Municipal é frequentemente escolhido pela federação para os jogos em casa em torneios internacionais ou Liga Europeia de Voleibol. É também local de treinos e estágios da Federação de Andebol de Portugal.

## História
O Pavilhão Municipal foi construído entre 1997 e 1998 no local do ringue de jogos do Centro Desportivo e Cultural de Barreiros. O projecto é do arquitecto Fernando Bouca, tal como o vizinho Auditório Municipal e Casa da Juventude com o qual forma um conjunto, com fundos provenientes da concessão de jogo do Casino da Póvoa.
O pavilhão é arena frequente para desportos de interior relevantes no panorama desportivo nacional. Em Junho de 2002, realizou-se ali o Campeonato do Mundo de Boccia. Recebeu também o Campeonato da Europa de Boccia de 2005 e 2009.
Em 2003, decorreu no pavilhão o Campeonato do Mundo de Andebol Masculino. Em 2007, realizou-se o Campeonato do Mundo de Kung Fu e Tai Chi.